# プレシオトリゴン・ナナ
プレシオトリゴン・ナナ（Plesiotrygon nana）は、ポタモトリゴン科に属するエイの一種である。ペルー北部、ブラジル西部（プルス川河口まで）、コロンビア南東部、おそらくエクアドル東部を含むアマゾン盆地西部に分布する。プトゥマヨ川やアマゾン川本流などの大河、Itaya川やPachitea川などの小さな支流の双方で見られる。観賞魚として取引され飼育下繁殖も行われているが、尾は傷つきやすく環境変化に敏感である。
体盤幅の3倍に達する長い尾を持ち、同属のプレシオトリゴン・イワマエと類似している。2011年に記載された。タイプ標本は体盤幅24.7センチメートルの雄成体で、本種はポタモトリゴン科の最小種だと推測される（種小名 nana は「小さい」を意味する）。しかしシェッド水族館で飼育されている雌には体盤幅38センチメートルのものがあり、その後に捕獲された野生個体には体盤幅52センチメートル、重量12.4キログラムのものがある。
日本では、栃木県なかがわ水遊園でのみ飼育されている。